# ال‌پی-۴۴
ال‌پی-۴۴ (به انگلیسی: LP-44) آگونیست انتخابی و قوی گیرنده ۷ سروتونین است که مصارف پژوهشی داشته و برای مطالعهٔ اثرات پیچیدهٔ این گیرنده در مغز، از جمله تنظیم چرخهٔ خواب-بیداری، اضطراب و حافظه کاربرد دارد.